# 圣母领报主教座堂 (奥特朗托)

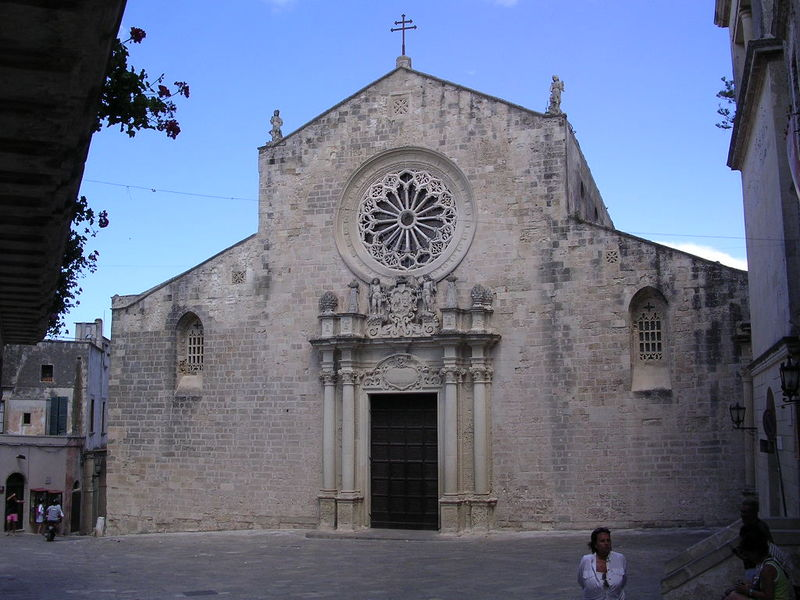
奧特朗托圣母领报主教座堂

奧特朗托圣母领报主教座堂（義大利語：Cattedrale di Santa Maria Annunziata）是天主教奧特朗托總教區的主教座堂，位于意大利南部城市奧特朗托，祝圣于1088年。长54米，宽25米。堂内有42根花岗岩和大理石柱。

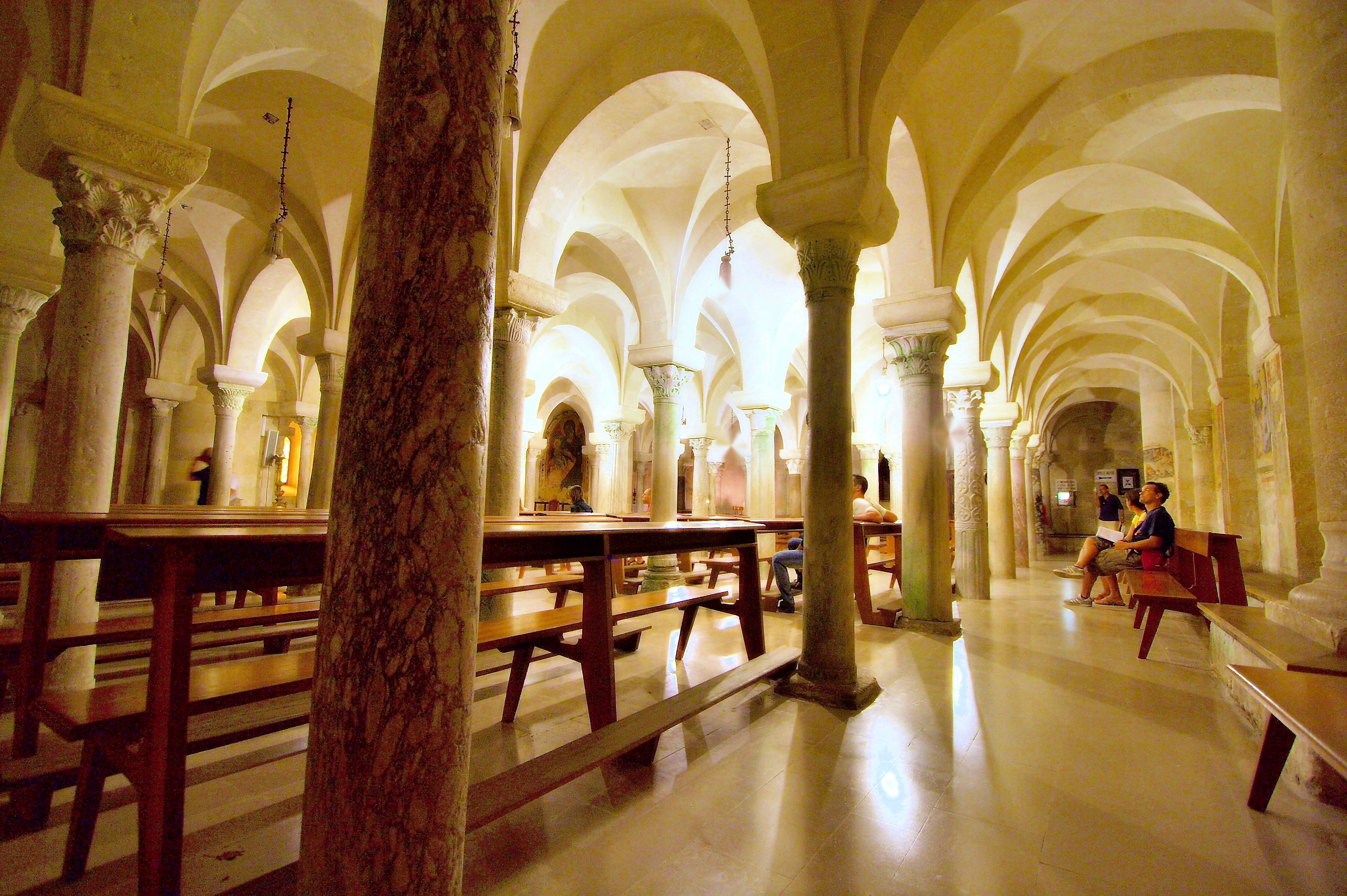
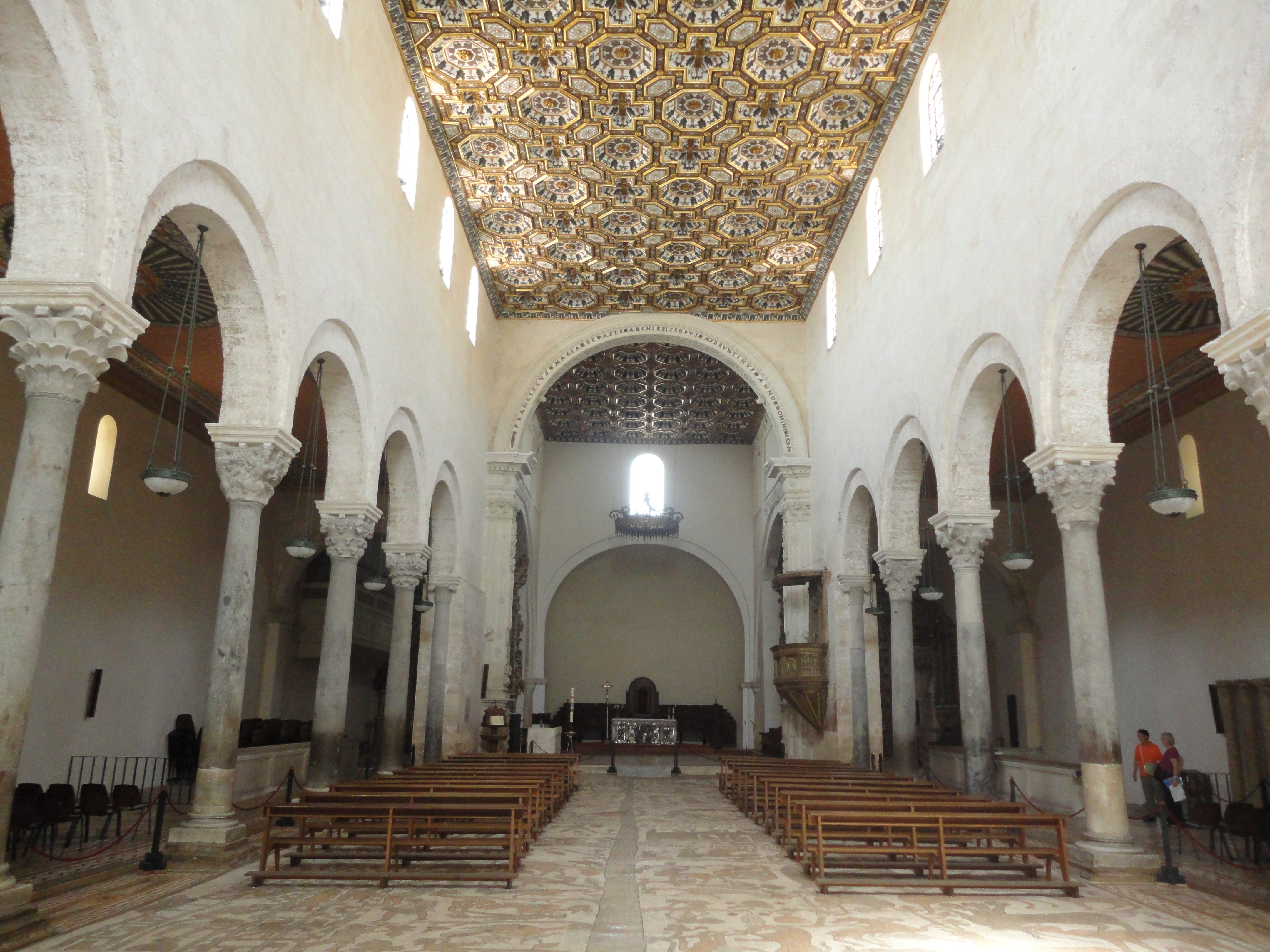
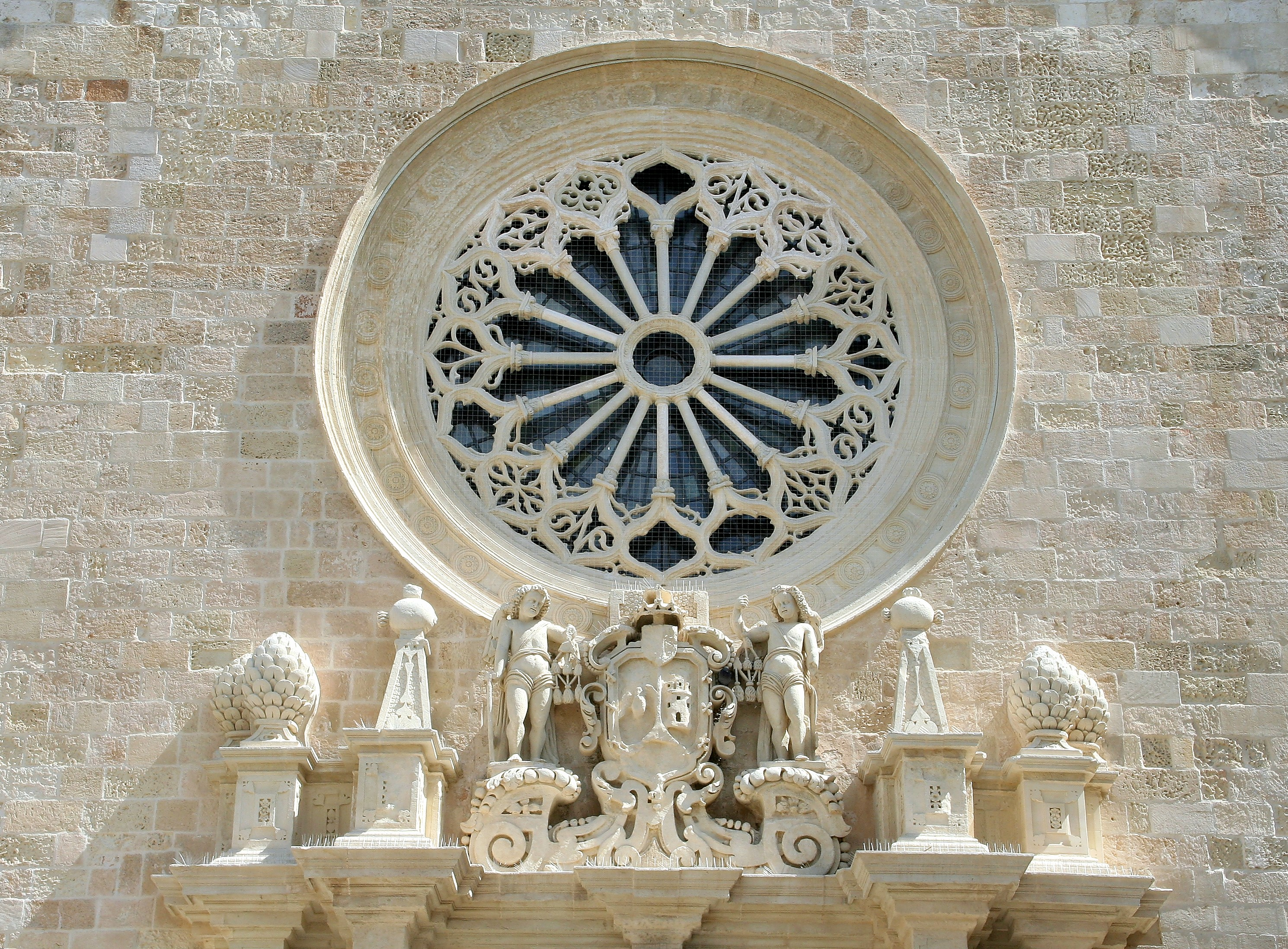